# Dzwonek (województwo mazowieckie)
Dzwonek – wieś sołecka w Polsce położona w województwie mazowieckim, w powiecie ostrołęckim, w gminie Czerwin.

## Historia
W latach 1921–1939 wieś leżała w województwie białostockim, w powiecie ostrołęckim, w gminie Czerwin.
Według Powszechnego Spisu Ludności z 1921 roku wieś zamieszkiwało 398 osób, 272 było wyznania rzymskokatolickiego a 26 mojżeszowego. Jednocześnie 384 mieszkańców zadeklarowało polską przynależność narodową a 14 żydowską. Było tu 57 budynków mieszkalnych. Miejscowość należała do parafii rzymskokatolickiej w m. Czerwin. Podlegała pod Sąd Grodzki w Ostrołęce i Okręgowy w Łomży; właściwy urząd pocztowy mieścił się w m. Czerwin.
W okresie międzywojennym posiadłość ziemską miał tu Stanisław Załęgowski (101 mórg).
W wyniku agresji niemieckiej we wrześniu 1939 wieś znalazła się pod okupacją niemiecką. Od 1939 do wyzwolenia w 1945 włączona w skład Generalnego Gubernatorstwa.
W latach 1975–1998 miejscowość administracyjnie należała do województwa ostrołęckiego.

## Współcześnie
Dzwonek to dość duża wieś rolnicza, licząca blisko 100 domów i ok. 320 mieszkańców, leżąca nad rzeką Orz, będącą lewym dopływem Narwi. Wieś położona jest przy bocznej drodze odchodzącej na zachód od drogi wojewódzkiej nr 627, łączącej Ostrołękę z Ostrowią Mazowiecką, w odległości ok. 3 km od tej trasy.
W miejscowości znajduje się m.in. ochotnicza straż pożarna, szkoła podstawowa, 2 sklepy, punkt pocztowy oraz Koło Gospodyń Wiejskich „Dzwonkowianki”.
Okolicę osady stanowią głównie obszary lasów, które z trzech stron otaczają większą część wsi. Lasy te nie są zbyt duże a poza nimi rozciągają się pola uprawne. W pobliżu rzeki znajdują się tereny łąkowe.
Według podziału administracyjnego Kościoła katolickiego Dzwonek należy do parafii pw. Trójcy Przenajświętszej w Czerwinie.
W Dzwonku urodził się ks. prof. Roman Dzwonkowski.